# Сліпа пляма упереджень
Сліпа пляма упереджень — це когнітивне упередження нездатності адекватно цінити власні когнітивні упередження. Термін був створений Емілі Пронін, соціальним психологом з Принстону, з її колегами Деніелом Ліном та Лі Россом., по аналогії з зоровою сліпою плямою.

## Експеримент
Пронін та її співавтори в рамках експерименту пояснювали його учасникам, що таке ілюзорна зверхність (ефект «краще-ніж-середній»), ефект гало, упередження корисливості та багато інших когнітивних упереджень. Наприклад, відповідно до ілюзорної зверхності, люди мають схильність хибно бачити себе «краще ніж середній» для своїх гарних рис та «гірше ніж середній» для негативних рис (тобто, «в мене вони виявляються слабше»). Коли учасників попросили оцінити, наскільки вони упереджені, вони оцінили себе як менш упереджені, ніж середня людина.

## Роль самоаналізу
Емілі Пронін та Мет'ю Куглер доводили, що цей феномен походить з ілюзії інтроспекції. В експериментах, учасники повинні були здійснити судження про себе та інших учасників. Вони продемонстрували стандартні упередження, наприклад оцінка себе вище середнього щодо гарних якостей (ілюзорна зверхність). Експериментатори пояснили когнітивне упередження та попросили учасників оцінити, як воно могло б вплинути на їхні судження. Учасники оцінили, що вони менше піддаються впливу упереджень, ніж інші учасники експерименту (підтвердивши «сліпу пляму упереджень»). Але коли вони пояснювали свою оцінку упередженості інших учасників, то вони використовували різні стратегії для оцінки власних упереджень і упереджень інших учасників.
Пояснення дослідників було наступним: коли людина вирішує, чи є інша особа упередженою, вона використовує для цього її зовнішню поведінку. А при оцінці власної упередженості, людина дивиться всередину, досліджуючи власні думки та почуття на наявність упереджених мотивів. Але оскільки упередження діють на рівні несвідомого, така інтроспекція не інформативна, але людина все одно хибно використовує її як надійний індикатор того, що вона, на відміну від інших, має імунітет до упередження.
Автори дослідження навіть намагатися надати учасникам доступ до інтроспекцій інших учасників. Для цього вони просили учасників при самооцінці того, чи вплинули упередження на їх відповідь на попереднє питання, проговорювати весь свій процес судження вголос і записували це. І хоча учасники переконали себе, що відповідали неупереджено, їх записи інстроспекції не змінили оцінку інших.